# Dolbogene igualana
Dolbogene igualana is een vlinder uit de familie van de pijlstaarten (Sphingidae). De wetenschappelijke naam van de soort werd in 1932 gepubliceerd door William Schaus.